# 呪われし地球人たちへ

Mekanïk Destruktïw Kommandöh

『呪われし地球人たちへ』（Mëkanïk Dëstruktïẁ Kömmandöh、通称『MDK』）は、1973年にリリースされたマグマの3作目のスタジオ・アルバム。
トゥーザムターク三部作の最終作にあたる。商業的には成功しなかったが、マグマの作品の中では最も有名で、批評家からの評価も高いアルバムである。

## 収録曲
全曲ともクリスチャン・ヴァンデ作詞作曲。実質的には全トラックを通して一曲となっている。
※邦題カッコ内は旧訳
1. 普遍界からの声（呪われし人種、地球人） - Hortz Fur Dëhn Štekëhn Ẁešt - 9:36
2. 天使が私に微笑んだ（永遠の黙示あらば） - Ïma Süri Dondaï - 4:30
3. 創造主たる永遠（惑星コバイア） - Kobaïa Is de Hündïn - 3:34
4. 祓魔の歌（賛美歌） - Da Zeuhl Ẁortz Mëkanïk - 7:48
5. 指導者ネベー・ギュダット（救世主「ネベア・グダット」） - Nebëhr Gudahtt - 6:02
6. 呪われし地球人類の浄化（地球文明の崩壊） - Mëkanïk Kömmandöh - 4:10
7. クルン・コーゥマン神（森羅万象の聖霊） - Kreühn Köhrmahn Ïss Dëh Hündïn - 3:13

## 参加ミュージシャン
- クリスチャン・ヴァンデ (Christian Vander) - ドラム、ボーカル、オルガン、パーカッション
- ヤニック・トップ (Jannick Top) - ベース
- クラウス・ブラスキス (Klaus Blasquiz) - ボーカル、パーカッション
- ジャン=リュック・マンドゥリエ (Jean-Luc Manderlier) - ピアノ、オルガン
- ルネ・ガルベ (René Garber) - ベース、クラリネット、ボーカル
- クロード・オルモス (Claude Olmos) - ギター
- ステラ・ヴァンデ (Stella Vander) - ボーカル
- テディ・ラスリー (Teddy Lasry) - ブラス、ボーカル、フルート